# Bouygues Energies & Services
Bouygues Energies & Services (ehemals Atel Installationstechnik AG, danach Alpiq InTec Gruppe) mit Sitz in Zürich ist ein in den Bereichen Gebäudetechnik, Gebäudemanagement, Verkehrstechnik und Energieversorgungstechnik tätiges Unternehmen, das der Bouygues Gruppe angehört.
Bouygues ist ein international tätiges Familienunternehmen, geführt durch Martin Bouygues. Das Unternehmen betreibt in der Schweiz rund 100 Standorte und beschäftigt landesweit ca. 5500 Mitarbeitende, davon 425 Lernende.

## Tätigkeitsgebiet
Die Gruppe ist mit ihren Tochtergesellschaften in den folgenden Geschäftsbereichen tätig:
- Gebäudetechnik: Bouygues E&S InTec Schweiz AG, Bouygues E&S InTec Italia S.p.A. (Italien).
- Energieversorgungs- und Verkehrstechnik: Kummler+Matter EVT AG und Bouygues E&S EnerTrans AG.